# استیون آگ
استیون آگ (انگلیسی: Steven Ogg؛ زادهٔ ۴ نوامبر ۱۹۷۳) بازیگر کانادایی - آمریکایی است.
وی در کلگری آلبرتا زاده شد و حرفه بازیگری را با حضور در فیلمی برای هیئت ملی فیلم کانادا آغاز نمود و پس از آن در صحنه‌های گوناگونی حضور داشت. آگ بیشتر تمرکز خود را بر حرفه ورزشی قرار داده بود اما به دلیل آسیب بدنی از ادامه این هدفش بازماند. پس از اینکه به نیویورک رفت فعالیت خود را در نمایش‌های تلویزیونی مانند قانون و فرمان، نیویورک ۹۱۱ و چند نمایش و صداپیشگی آغاز نمود. پس از مدتی فاصله گرفتن از حرفه خود مدتی را برای ساخت خانه‌ای صرف نمود. آگ توسط شرکت راک استار گیمز برای صداگذاری و ثبت حرکت شخصیت ترور فیلیپس در بازی ویدئویی اتومبیل دزدی بزرگ ۵ استخدام شد.
از فیلم‌ها یا برنامه‌های تلویزیونی که وی در آن نقش داشته‌است می‌توان به وست‌ورلد و مردگان متحرک و بهتره با ساول تماس بگیری اشاره کرد.